# 武吉巴督西站
武吉巴督西地铁站（英語：Bukit Batok West MRT Station，代號JE3）是新加坡地鐵裕廊區域線上的車站，位于新加坡本岛裕廊東与武吉巴督规划区交界處。车站预计将于2028年启用。